# Achaenops
Achaenops là một chi bọ cánh cứng trong họ Chrysomelidae.
Chi này được Suffrian miêu tả khoa học năm 1857.

## Các loài
Các loài trong chi này gồm:
- Achaenops dorsalis Suffrian, 1857
- Achaenops gilvipes (Suffrian, 1857)
- Achaenops monstrosus Schoeller, 2006
- Achaenops obscurellis (Suffrian, 1857)
- Achaenops punctatellus Schoeller, 2006
- Achaenops ruficornis (Suffrian, 1857)
- Achaenops sericinus (Suffrian, 1857)